# Olax spartea
Olax spartea är en tvåhjärtbladig växtart som beskrevs av Alexander Segger George. Olax spartea ingår i släktet Olax och familjen Olacaceae. Inga underarter finns listade i Catalogue of Life.